# Acuitzio del Canje
Acuitzio del Canje är en kommunhuvudort i Mexiko.   Den ligger i kommunen Acuitzio och delstaten Michoacán de Ocampo, i den södra delen av landet, 230 km väster om huvudstaden Mexico City. Acuitzio del Canje ligger 2 085 meter över havet och antalet invånare är 5 918.
Terrängen runt Acuitzio del Canje är huvudsakligen kuperad, men åt sydväst är den bergig. Runt Acuitzio del Canje är det tätbefolkat, med 427 invånare per kvadratkilometer. Närmaste större samhälle är Morelia, 19,6 km nordost om Acuitzio del Canje. I omgivningarna runt Acuitzio del Canje växer huvudsakligen savannskog.